# Józef Piłsudski
Józef Klemens Piłsudski GCTE (Zułów, na atual Lituânia, 5 de dezembro de 1867 – Varsóvia, 12 de maio de 1935) foi um revolucionário polonês e estadista, marechal de campo, primeiro chefe de estado (1918-1922) e ditador (1926-1935) da Segunda República Polonesa, bem como o líder de suas forças armadas. Ele foi uma das mais proeminentes figuras políticas polonesas de seu tempo e é considerado o maior responsável pelo ressurgimento da Polônia quase 120 anos após sua partição pela Áustria, Prússia e Rússia em 1772-1795. A partir da metade da Primeira Guerra Mundial, até sua morte, Piłsudski foi o mais influente na política externa e no governo da Polônia. Após o golpe de estado de maio de 1926, ele tornou-se seu ditador de facto.
Quando jovem, ele pertenceu a diversas organizações clandestinas e usou vários pseudônimos, dentre eles: Wiktor, Mieczysław e Ziuk. Mais tarde foi afetuosamente chamado de Dziadek ("Vovô") ou Marszałek ("o Marechal"). Seus antigos soldados também o chamavam de Komendant ("o Comandante").

## Biografia

### Formação

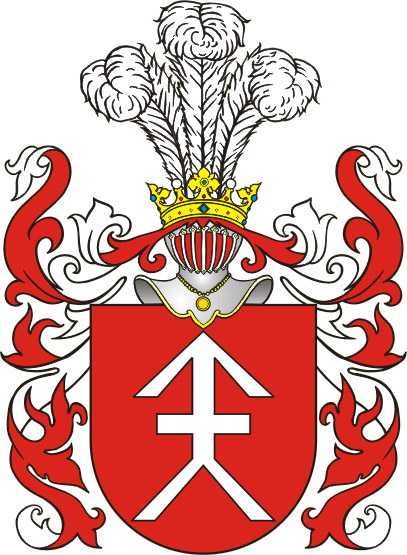
Brasão de Armas Kosciesza. O brasão da família Piłsusdki.

Nascido na aldeia de Zułów, (na época Império Russo, hoje Zalavas, Lituânia) de uma empobrecida família nobre da szlachta polonesa, Piłsudski frequentou a escola em Wilno, Rússia (hoje Vilnius, Lituânia). Quando menino, ele foi apresentado por sua mãe à literatura polonesa e à história, suprimidas pelas autoridades russas. Quando jovem, ele foi forçado muito contra seu desejo a assistir aos serviços da Igreja Ortodoxa Oriental, que como católico romano, Piłsudski achou extremamente desagradável. Em 1885, ele estudou Medicina em Kharkov (atualmente Kharkiv), na Ucrânia, mas ele foi suspenso em 1886 por ser considerado politicamente suspeito. Em março de 1887, ele foi preso pelas autoridades russas sob a falsa acusação de conspiração para assassinar o czar Alexandre III e foi exilado por cinco anos na Sibéria oriental. Seu irmão mais velho, Bronisław Piłsudski, que tinha sido amigo dos amigos do irmão de Vladimir Lenin, foi igualmente sentenciado a trabalhos forçados (katorga) na Sibéria oriental, por quinze anos.
Józef, após a sua libertação em 1892, filiou-se ao Partido Socialista Polonês. Inicialmente, ele fez parte da ala mais radical dos socialistas, mas apesar do ostensivo internacionalismo do movimento socialista, ele permaneceu sempre um nacionalista polonês. Ele começou publicando um jornal clandestino socialista, Robotnik (O Trabalhador). Em 1899, durante seu período como organizador clandestino, Piłsudski casou-se com uma militante socialista, Maria Juszkiewiczowa z Koplewskich, mas seu casamento começou a se desfazer quando anos mais tarde Piłsudski iniciou um caso amoroso com uma mulher socialista mais jovem, Aleksandra Zahorska. Maria morreu em 1921 e Piłsudski casou-se com Aleksandra em outubro daquele ano. Eles tiveram duas filhas (Wanda e Jadwiga), mas este casamento também acabou em separação.
Em fevereiro de 1900, após as autoridades encontrarem os equipamentos tipográficos do jornal Robotnik em Łódź, ele foi preso na cidadela de Varsóvia, mas, depois de fingir doença mental, em maio de 1901, conseguiu escapar de um sanatório em São Petersburgo com a ajuda de Władysław Mazurkiewicz, indo para a parte da Polônia ocupada pelo Império Austro-Húngaro (Galícia).
Em 1904, Piłsudski fundou uma organização armada, as "Bojówki" ("Equipes de Combate"), para empreender uma campanha de assassinatos, atentados à bomba e sabotagens contra as autoridades russas. Em 13 de outubro de 1904, Piłsudski e o PPS organizaram uma manifestação em Varsóvia que foi dispersada à bala pelas tropas russas.
Quando eclodiu a Guerra russo-japonesa (1904–1905) Piłsudski viajou para o Japão, onde tentou sem sucesso obter auxílio daquele país para uma revolta na Polônia. Ele ofereceu passar ao Japão informações que ajudariam aquele país na guerra contra a Rússia e apresentou um plano (nunca implementado) de criação de um grupo de poloneses, de dentro do exército russo, que tinha sido capturado pelo Japão. Ele também sugeriu um projeto "Prometeano" (nome tirado do titã grego Prometeu, que tinha sido torturado por Zeus enquanto acorrentado a uma rocha no Cáucaso) com a finalidade de libertar comunidades étnicas que tiveram seus territórios ocupados pelo Império Russo — uma meta que ele mais tarde continuou a perseguir e que só seria parcialmente alcançada em 1991 com a desintegração da União Soviética. Nada resultou da visita de Piłsudski ao Japão.
Durante a Revolução Russa de 1905, Piłsudski desempenhou um papel de liderança em atividades do governo polonês. No início de 1905, ele ordenou ao Partido Socialista Polonês (PSP) que iniciasse uma greve geral, que envolveu cerca de 400 000 trabalhadores e durou dois meses até ser desfeita pelas autoridades russas. Em junho de 1905, Piłsudski comandou uma revolta em Łódź. Durante os "Dias de Junho", como a revolta de Łódź ficou conhecida, conflitos armados irromperam entre pistoleiros leais ao PSP de Piłsudski e aqueles leais ao Partido Democrático Nacional (PDN) de Roman Dmowski. Em 22 de dezembro de 1905, Piłsudski convocou todos os trabalhadores poloneses para que se rebelassem; seu pedido foi amplamente ignorado. Ao contrário dos Endeks (como eram chamados os integrantes do PDN), Piłsudski ordenou que o PSP boicotasse as eleições para a Primeira Duma. A decisão para boicotar as eleições e tentar ganhar a independência da Polônia por meio de insurreições, causou muita tensão dentro de seu próprio partido político e em 1907 uma parte deste se separou em protesto contra a liderança de Piłsudski.
Em 1906, Piłsudski, com a conivência e apoio das autoridades austríacas, fundou uma escola militar na Cracóvia para o treinamento de Bojówki (Equipes de Combate). Somente em 1906, os 750 homens das "Equipes de Combate", operando com unidades de cinco elementos na Polônia, mataram ou feriram aproximadamente 1 000 oficiais russos. Em setembro de 1908, as "Equipes de Combate" assaltaram um trem que transportava dinheiro de impostos que ia de Varsóvia para São Petersburgo.
Em 1908, Piłsudski mudou o nome de "Equipes de Combate" para "Związek Walki Czynnej" ("Associação para a Luta Ativa"), chefiada por três de seus companheiros, Władysław Sikorski, Marian Kukiel e Kazimierz Sosnkowski. Com a permissão das autoridades austríacas, Piłsudski fundou uma série de clubes "esportivos" seguido pela União dos Atiradores de Rifle que serviam como disfarce para o treinamento de uma força militar polonesa que cresceu para 12 000 homens em 1914. Em 1914, Piłsudski declarou que "agora só a espada tem alguma influência no equilíbrio pelo destino de uma nação".

### Primeira Guerra Mundial

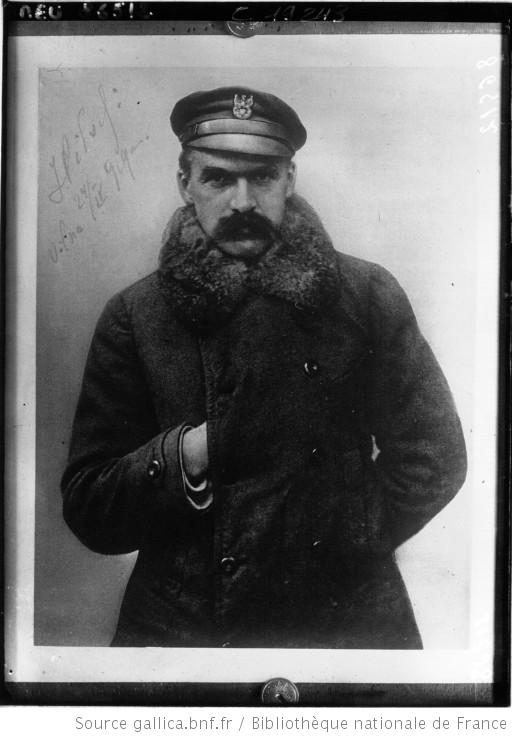
Józef Piłsudski

Piłsudski antecipou-se a uma próxima guerra na Europa e a necessidade de organizar o núcleo de um futuro exército polonês que pudesse fazer com que a Polônia conseguisse obter a independência dos três impérios que a tinham dividido e a deixado sem uma existência política no século XVIII. Com a ajuda financeira que ele pessoalmente "expropriou" de um trem russo que transportava valores em Bezdany próximo a Vilnius em abril de 1908, naquele mesmo ano e formou uma organização militar secreta.  Dois anos mais tarde, com a ajuda das autoridades militares austríacas, ele transformou a organização em uma legal "Associação dos Atiradores de Rifle" que treinou oficiais militares poloneses.
Em um encontro em Paris em 1914, Piłsudski, prevendo o futuro, declarou que na guerra iminente, para a Polônia recuperar sua independência, a Rússia deveria ser batida pelas Forças Centrais (os Impérios austro-húngaro e o germânico), e essas últimas potências deveriam por sua vez ser batidas pela França, Reino Unido e os Estados Unidos.
Desde o início da Primeira Guerra Mundial, e até 1917, a legião polonesa do general brigadeiro Piłsudski lutou com distinção contra a Rússia ao lado das Forças Centrais.
Dentro das Legiões, Piłsudski ordenou a seu pessoal que se tratassem por "cidadãos" (inspirado pela Revolução Francesa) e a ele mesmo se referissem como "o Comandante" ("Komendant"). "O Comandante" foi muito querido por seus homens.
Em 5 de novembro de 1916, as Forças Centrais proclamaram a "independência" da Polônia, esperando que em consequência as tropas polonesas fossem enviadas para o leste para a frente de combate contra a Rússia, permitindo que as forças alemãs se concentrassem mais na defesa da frente ocidental. Piłsudski concordou em servir no "Reino da Polônia" criado pelas Forças Centrais, mas insistiu para que os seus homens não fossem tratados como se fossem uma "tropa colonial alemã" e só fossem utilizados para lutar contra o Império Russo. Piłsudski, contudo, então servindo como ministro da guerra no recém criado Governo de Regência polonês, opôs-se a exigência de que as unidades polonesas jurassem lealdade à Alemanha e Áustria. Consequentemente em julho de 1917 ele foi detido e enviado para a prisão em Magdeburg, Alemanha.
Em 8 de novembro de 1918, Piłsudski e seu camarada, coronel Kazimierz Sosnkowski, foram libertados e logo — assim como Vladimir Lenin antes deles — colocados em um trem particular, rumo à capital polonesa.
Em 11 de novembro, em Varsóvia, Piłsudski foi nomeado Comandante em Chefe, e em 14 de novembro Chefe de Estado (Naczelnik Państwa), da renascente Polônia. Embora Piłsudski fosse muito popular para muitos do público polonês, sua reputação de solitário (resultado de seus longos anos de clandestinidade), de homem que desconfiava de quase todos, levaram-no a ter sérias dificuldades de relacionamento com outros políticos poloneses.

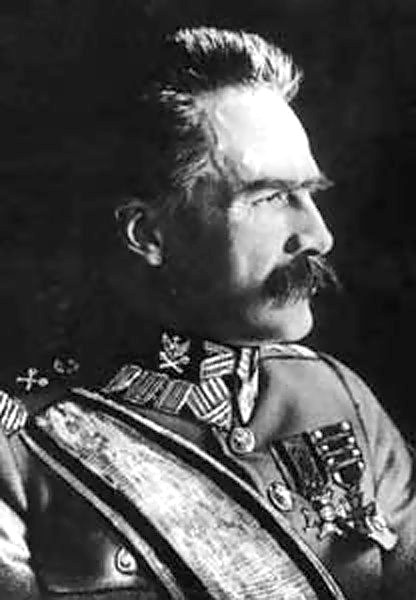
Piłsudski como Marechal da Polônia.

No dia após a sua chegada em Varsóvia, ele se reuniu com antigos colegas dos tempos da clandestinidade, que o trataram no estilo socialista por "Camarada" ("Towarzysz"). Piłsudski disse-lhes: "Cavalheiros, nós todos fizemos uma viagem dentro do mesmo trem vermelho, mas enquanto eu saltei na parada Independência polonesa, vocês quiseram continuar a viagem até a estação Socialismo. Boa viagem! — mas por favor, me chamem de Senhor!".
Ao término da Primeira Guerra, existiam dois governos que se intitulavam os legítimos governantes da Polônia; o de Piłsudski em Varsóvia e o de Roman Dmowski em Paris. Para garantir que a Polônia tivesse um só governo e para evitar uma guerra civil, o mundialmente famoso pianista e compositor Ignacy Jan Paderewski encontrou-se com Dmowski e Piłsudski e convenceu-os a juntarem suas forças, com Piłsudski atuando como presidente provisório e Supremo Comandante em Chefe enquanto Dmowski e Paderewski representassem a Polônia na Conferência de Paz de 1919.
Nos dias imediatamente após a guerra, Piłsudski tentou construir um governo em um país arrasado. Muito da antiga Polônia russa havia sido destruído pela Primeira Guerra Mundial e os sistemáticos programas de pilhagens pelos alemães que reduziram a riqueza da área chegando a apenas 10% dos tempos anteriores. Um diplomata britânico que visitou Varsóvia em janeiro de 1919 reportou: - "Eu não vi nada em parte alguma como as evidências de pobreza extrema e miséria que encontro diante dos meus olhos em quase tudo por aqui à volta". Além disso, Piłsudski tinha que transformar os diferentes sistemas de leis, econômicos e burocracias dos antigos setores alemães, austríacos e russos da Polônia em um; por exemplo, existiam nove diferentes sistemas de leis, cinco tipos de moedas corrente, 165 tipos de locomotivas, e 66 tipos de sistemas de ferrovias e todos precisavam ser unificados.
Durante esse período, Piłsudski se esforçou ao máximo, trabalhando o dia todo e passando as noites a base de uma dieta de chá e fumando um cigarro após o outro. Piłsudski manteve um estilo de vida espartano, sempre sozinho fazendo refeições simples em restaurantes baratos; durante esse tempo Piłsudski tornou-se cada vez mais magro e pálido.
Piłsudski estava sempre em atrito com Dmowski, queixava-se que ele não compartilhava com a visão de Dmowski dos poloneses serem a nacionalidade dominante na renascida Polônia e irritou-se quando Dmowski tentou trazer de volta o "Exército Azul" (exército polonês formado na França durante os últimos meses da Primeira Guerra Mundial e que recebeu esse nome devido à cor azul de seus uniformes) através de Danzig, Alemanha (atual Gdańsk, Polônia).
Falando das futuras fronteiras polonesas, Piłsudski disse: "Tudo o que nós podemos ganhar no oeste depende da Entente — em até quanto ela consegue retirar da Alemanha" enquanto que em relação ao Leste "Há portas que se abrem e fecham e depende de quem as force abrir e por quanto tempo".

### Guerra polaco-soviética

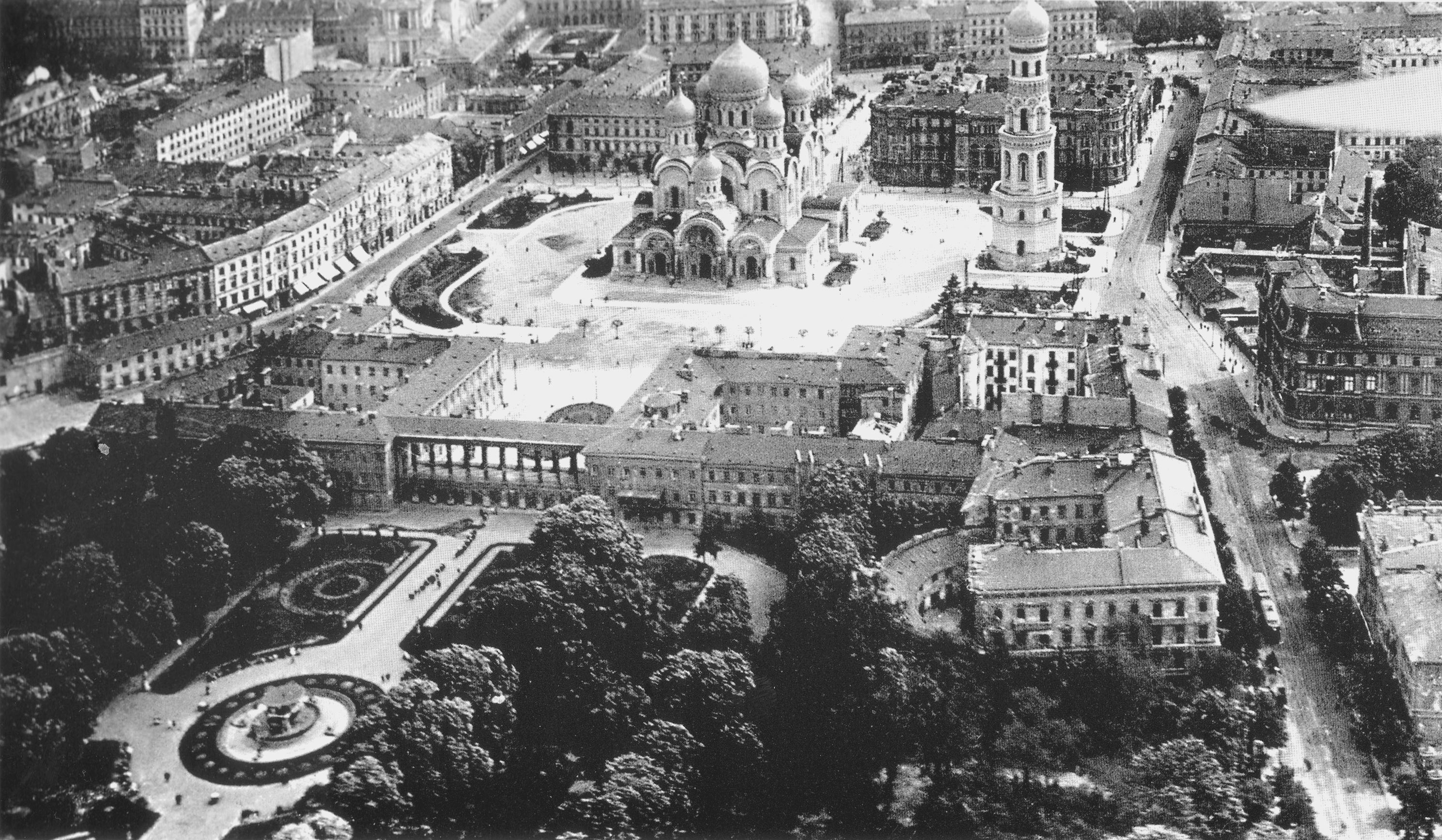
Foto de 1919 da Praça Piłsudski, Varsóvia

Piłsudski aspirava criar uma federação (que se chamaria Międzymorze, "entre mares", que se estenderia mais uma vez do Báltico ao mar Negro), da Polônia com a Lituânia, Bielorrússia e Ucrânia, repetindo a República das Duas Nações anterior às partições. A República tinha dado mútua proteção aos seus povos constituintes contra a Ordem Teutônica, os mongóis, os russos, os turcos, os suecos e outros vizinhos predatórios até as partições do século XVIII. O plano de Piłsudski foi, contudo, frustrado pelo resultado da Guerra polaco-soviética de 1919-1921.
Em abril de 1920, o marechal Piłsudski assinou uma aliança militar com  Symon Petliura da Ucrânia, para juntos conduzirem uma guerra contra a Rússia soviética. Os exércitos poloneses e ucranianos, sob o comando de Piłsudski, lançaram uma ofensiva vitoriosa contra as forças russas na Ucrânia. Em 7 de maio, com apenas poucas lutas, eles capturaram Kiev.
Os soviéticos lançaram sua própria ofensiva da Bielorrússia e contra-atacaram na Ucrânia, avançando até a Polônia em direção à Alemanha a fim de consolidar a revolução comunista também por lá. Foi a arriscada e não convencional estratégia de Piłsudski na Batalha de Varsóvia (agosto de 1920) que interromperia o avanço soviético.
O Exército Vermelho anunciou abertamente seus planos de invadir a Europa Ocidental em 1920. As palavras da marcha oficial do Exército Vermelho foram: "Nós estamos chegando em Varsóvia, nos dê Berlim!"  O teórico comunista soviético Nicholas Bukharin, no jornal Pravda, publicou um anúncio mais incisivo: "Imediatamente para os muros de Paris e Londres!".

O plano de Piłsudski era de que as forças polonesas se retirassem pelo rio Vístula e defendessem a cabeça de ponte em Varsóvia e o rio Wieprz, enquanto outros 25% das divisões militares disponíveis se concentrariam ao sul para uma contra-ofensiva estratégica. 

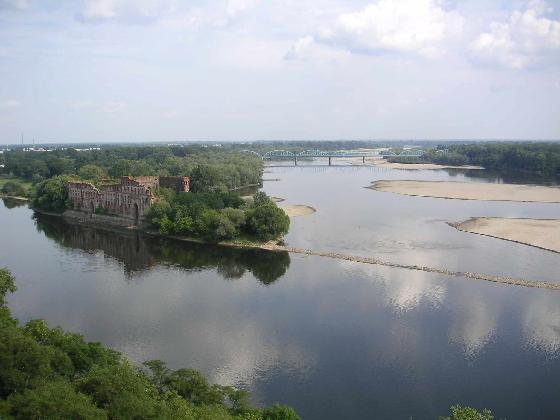
Rio Vístula nas proximidades de Varsóvia.

O plano seguinte de Piłsudski requeria que dois exércitos sob o comando do general Józef Haller resistissem a um ataque frontal soviético vindo do leste de Varsóvia, e mantivessem suas posições nas trincheiras a todo o custo. Ao mesmo tempo, um exército sob o comando do general Władysław Sikorski era para atacar o norte por trás de Varsóvia, a fim de interceptar as forças soviéticas na tentativa de cercar Varsóvia daquela direção. O papel mais importante, contudo, estava designado para um relativamente pequeno (aproximadamente 20 000 homens), recém reunido "Exército Reserva" (conhecido também como "Grupo de Ataque" — Grupa Uderzeniowa), comandado pessoalmente por Piłsudski, composto das mais determinadas unidades polonesas. Sua tarefa era efetuar um ataque relâmpago, através de um ponto fraco identificado pelo serviço de inteligência polonesa localizado entre as frentes oeste e sudoeste soviética. Aquela ofensiva separaria a frente ocidental soviética de suas tropas reservas e desorganizaria suas ações.  Finalmente, o espaço entre o exército de Sikorski e o "Grupo de Ataque" se fecharia próximo a fronteira leste prussiana, resultando na destruição das cercadas forças soviéticas.
Na ocasião, o plano de Piłsudski foi fortemente criticado, e somente a situação desesperadora das forças polonesas foi que persuadiu outros comandantes de exército a seguir adiante com ele. Embora baseado em fontes muito seguras de inteligência, incluindo interceptação soviética das comunicações via rádio, o plano foi chamado de "amador" por vários oficiais de alta patente do exército e por especialistas em missões militares, que foram rápidos em apontar a falta de Piłsudski de uma educação formal militar. Quando uma cópia dos planos acidentalmente caiu em mãos soviéticas, eles pensaram que fosse uma armadilha e o desprezaram. Dias mais tarde, eles pagariam caro por este erro.
Os detratores do marechal polonês escolheram para ironicamente chamar sua vitória de "O milagre no Vístula" e procuraram atribuir a estratégica vitória ao general Maxime Weygand da missão militar francesa na Polônia. Mais tarde, um jovem membro daquela missão, Charles de Gaulle, adotaria as mesmas lições da vida de Piłsudski, para a sua própria notável carreira.
O Tratado de Riga (1921), encerrando a guerra polaco-soviética, entregou a Bielorrússia e a Ucrânia para a Rússia e desse modo marcou o fim do sonho federalista de Piłsudski.

### Subida ao Poder: o Ditador Benevolente, o Grande Líder

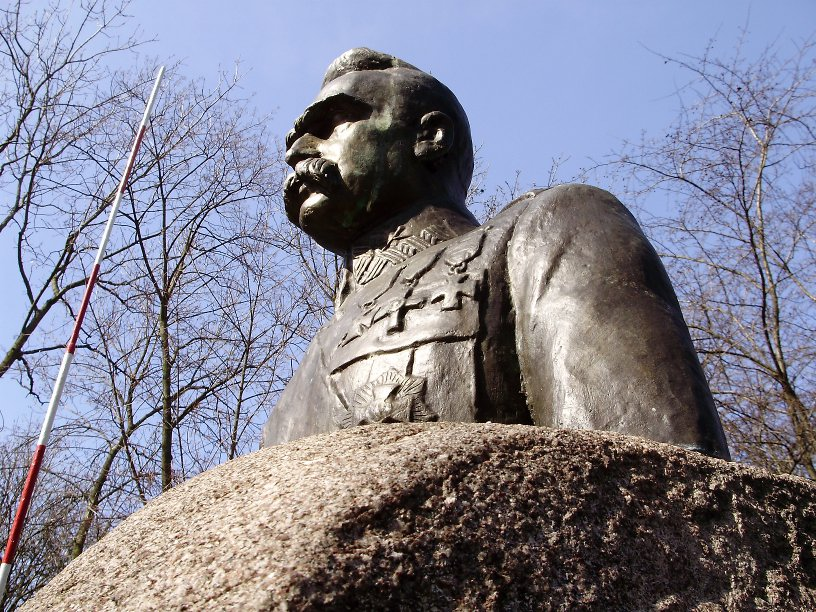
Monumento de Józef Piłsudski em Turek (projetado por Józef Gosławski)

Depois que a constituição polonesa foi adotada em março de 1921 limitando severamente os poderes da presidência na nova democrática Segunda República Polonesa, Piłsudski recusou-se a se candidatar ao cargo. Em dezembro de 1922 ele passou seus poderes ao amigo e novo presidente eleito, Gabriel Narutowicz. Cinco dias após sua posse, Narutowicz foi assassinado por uma pessoa mentalmente perturbada, da direita política, pintor antissemita e crítico de arte, Eligiusz Niewiadomski, que queria inicialmente matar Piłsudski. Quando a ala direita do governo, em decorrência do fato, assumiu a presidência em maio de 1923, Piłsudski retirou-se desgostoso para fora de Varsóvia.
Três anos mais tarde em 12-14 de maio de 1926, ele voltou ao poder por meio de um golpe de estado (o Golpe de Maio), ajudado pelos ferroviários socialistas cuja greve paralisou as comunicações e impediu que os reforços do governo chegassem até Varsóvia. Ele deu início ao governo Sanacja (1926-1939) — conduzido à base do autoritarismo — direcionado para a restauração da "saúde" moral da vida pública. Embora até a sua morte em 1935 ele tenha desempenhado um importante papel no governo da Polônia, seus cargos oficiais — fora as duas funções de primeiro-ministro em 1926-28 e 1930 — foram limitados por aqueles do ministro da defesa e inspetor geral das forças armadas. A adoção de uma nova constituição polonesa em abril de 1935, talhada pelos relatores conforme as especificações de Piłsudski — assegurando condições para uma presidência forte — chegou muito tarde para que Piłsudski pudesse alcançar aquele cargo; mas a Constituição de Abril serviria à Polônia até a eclosão da Segunda Guerra Mundial e continuaria sendo usada por seu Governo no Exílio até o fim da guerra e após ela.
A 20 de fevereiro de 1931 foi agraciado com a Grã-Cruz da Ordem Militar da Torre e Espada, do Valor, Lealdade e Mérito de Portugal.
Piłsudski, assim como Charles de Gaulle mais tarde fez na França, buscou manter a independência de seu país no cenário internacional. Quando Adolf Hitler chegou ao poder na Alemanha em janeiro de 1933, alguns historiadores como o britânico sir Lewis Namier noticiam que Piłsudski conversou com a aliada da Polônia, França, sobre a possibilidade de juntas empreenderem uma ação militar contra a Alemanha, que tinha abertamente se rearmado violando o Tratado de Versalhes. Quando a França se recusou, Piłsudski foi obrigado a assinar um pacto de não-agressão com a Alemanha em janeiro de 1934. Ele já tinha feito o mesmo com a União Soviética em 1932.

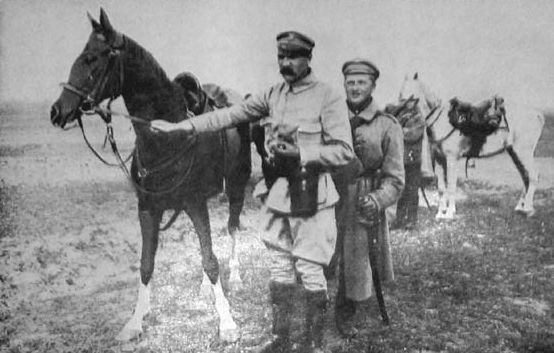
Marechal Józef Piłsudski com sua égua favorita, Kasztanka ("Castanha").

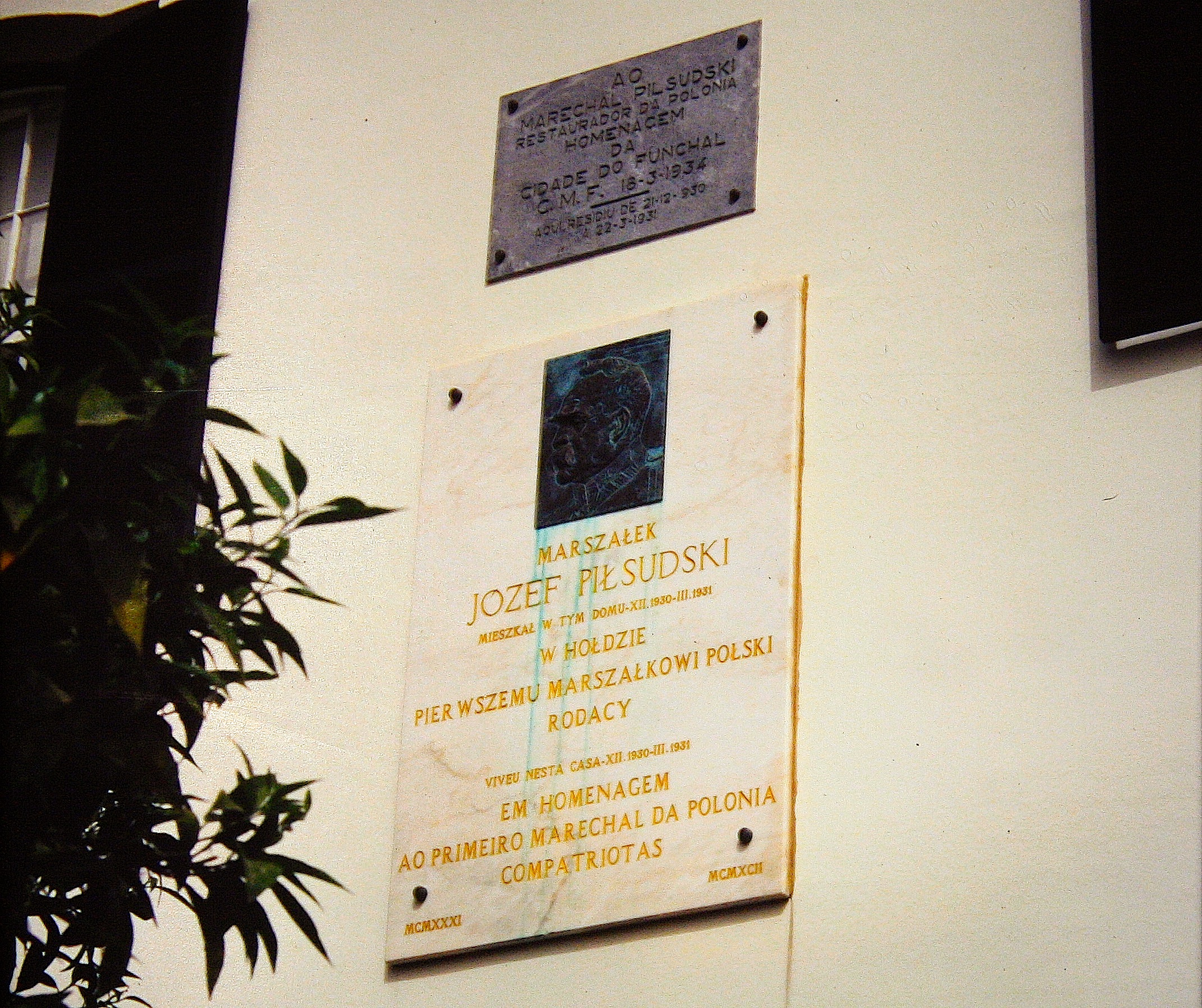
Quinta de Bettencourt, Funchal, Madeira

Contudo, este argumento de que o pacto germano-polonês de não-agressão foi forçado pela recusa da França em aceitar a proposta de Piłsudski de uma "guerra preventiva" contra a Alemanha nazista tem sido discutido por muitos historiadores que alegam não existirem evidências nem nos arquivos diplomáticos franceses nem nos poloneses que comprovem esse fato. É verdade que em outubro de 1933 rumores de uma provável "guerra preventiva" polonesa foram publicados em  Paris. A fonte desses rumores foi a embaixada polonesa, que informou aos repórteres franceses que a Polônia tinha proposto uma "guerra preventiva" à França e Bélgica. Nesse tempo, a Polônia e a Alemanha já vinham secretamente negociando um pacto de não-agressão. Foi dito que Piłsudski foi quem iniciou os rumores de uma "guerra preventiva" na embaixada polonesa sendo considerado como uma forma de pressionar os alemães, que queriam que os poloneses anulassem a aliança franco-polonesa de 1921. Como estava, o pacto de não-agressão especificamente excluía a aliança franco-polonesa. Teria sido dito que as razões de Piłsudski  em buscar um pacto de não-agressão com a Alemanha seria devido a sua preocupação com relação à Linha Maginot. Até 1929, os planos franceses para o caso de uma guerra com a Alemanha, era o de uma ofensiva francesa pelas planícies do norte da Alemanha em conjunto com as da Polônia e Tchecoslováquia. A construção da Linha Maginot, que se iniciou em 1929, fortemente indicou que dali por diante, em caso de guerra com a Alemanha, o exército francês manteria uma estrita posição defensiva e que os aliados do leste da França estavam agora por sua conta e risco. Sendo assim, do ponto de vista de Piłsudski, levando-se em consideração os planos militares da França, um pacto de não-agressão com a Alemanha era a melhor opção dadas as circunstâncias.
Ele estava ciente da fragilidade dos pactos de não-agressão e observou sarcasticamente: "A pergunta permanece, qual dos suportes nós retiraremos primeiro". Competentemente assessorado por seu protegido, o Ministro das Relações Exteriores Józef Beck, ele buscou apoio para a Polônia em alianças com as forças ocidentais --França e Reino Unido—e manteve relações amigáveis com os vizinhos menos poderosos:  Romênia e Hungria.
Hitler repetidamente sugeriu uma aliança germano-polonesa contra os soviéticos, mas Piłsudski não aceitou a proposta, em vez disso buscou achar tempo para preparar a Polônia para a luta quando fosse necessária.
Piłsudski fez questão de não tirar nenhum proveito financeiro de seu cargo público. Sobre o socialismo que o ajudou a chegar ao poder, ele comentou que ele "havia levado o bonde vermelho até a parada mais distante que ele chamou de Independência e saltado".
Em 1935, sem o conhecimento do grande público, Piłsudski já vinha com a saúde declinando  há alguns anos devido a um câncer de fígado. Ele morreu em 12 de maio de 1935, no Palácio Belvedere em Varsóvia. Seu corpo foi colocado na Cripta Real da Catedral Wawel, na Cracóvia, mas seu coração foi enterrado em Vilnius, no túmulo de sua mãe. O grande escritor polonês Joseph Conrad falou sobre ele, "Ele foi o único grande homem que emergiu em cena durante a Primeira Guerra Mundial".

## Tributo

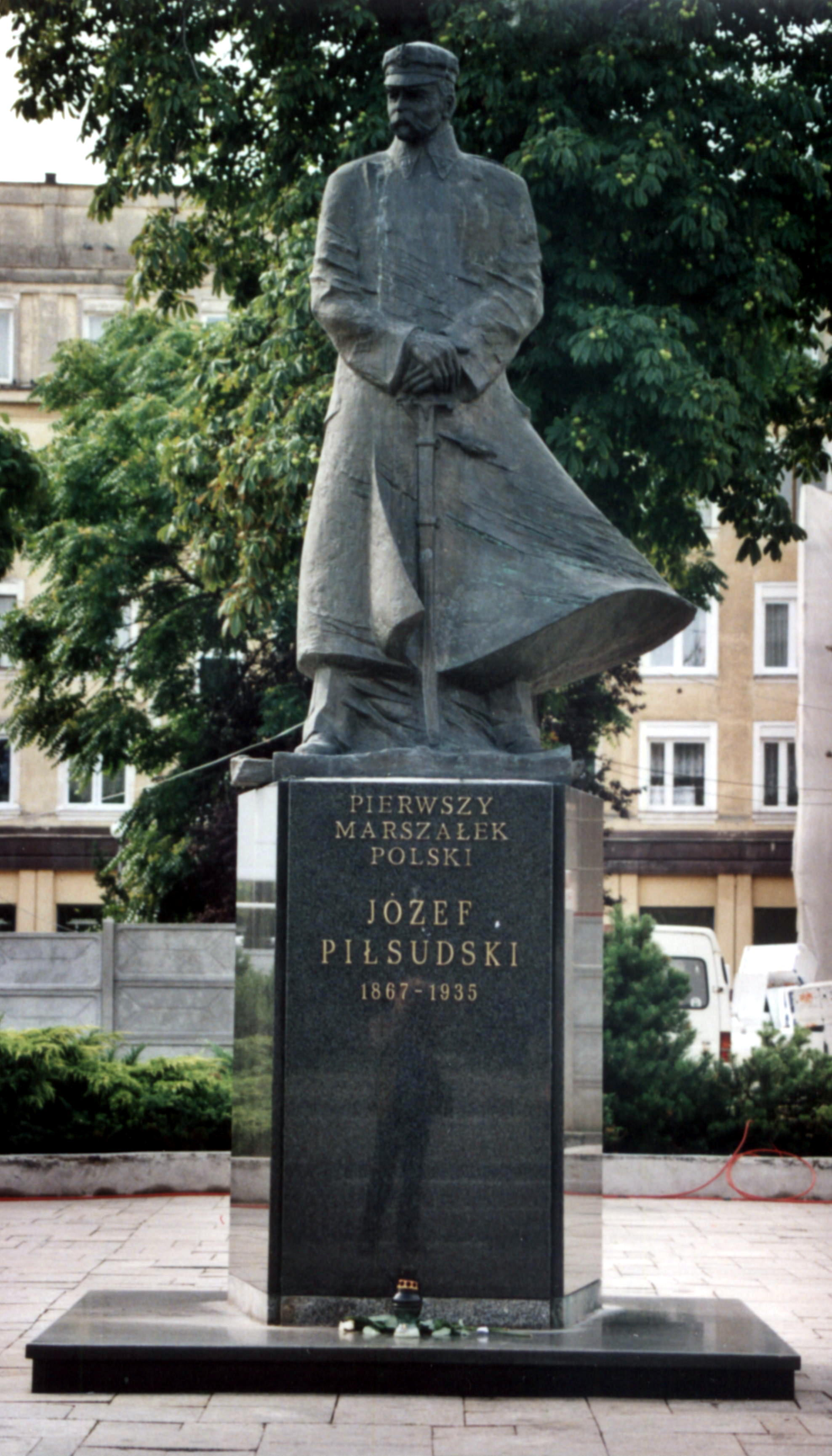
Monumento a Piłsudski em Częstochowa, sul da Polônia.

- Como o mais brilhante dos comandantes do exército polonês do século XX, Piłsudski foi um patrono de diversas unidades militares. Entre elas estavam a Primeira Divisão de Infantaria Polonesa e um dos esquadrões da Força Aérea Polonesa durante a Segunda Guerra Mundial, o Esquadrão de Bombardeiros Poloneses No. 305.

## Citação
"Ser derrotado e não se submeter, é vitória; ser vitorioso e descansar nos lauréis da glória, é derrota."